# Toprak-Kala

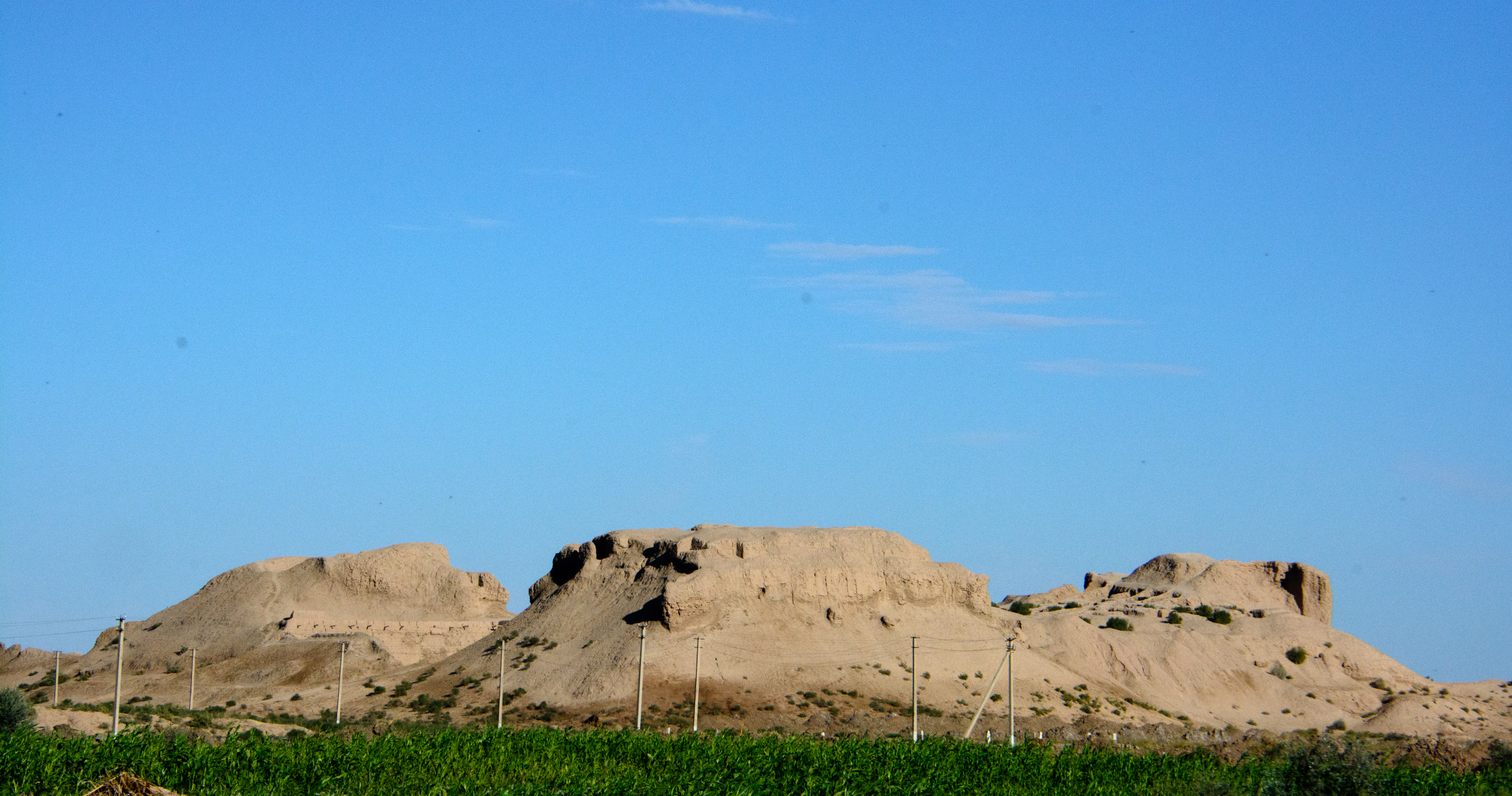

Toprak-Kala – pałac-miasto i stolica Chorezmu w II i III wieku, znajdująca się na terenie obecnej Karakałpacji. Jego istnienie przypada na okres od II do V wieku. Stanowi jedną z pięćdziesięciu oaz-fortec znajdujących się na terenie współczesnego Uzbekistanu.
Miasto zostało prawdopodobnie wzniesione przez władcę Chorezmu Artawa. Powstanie miasta wiąże się najpewniej z opuszczeniem znajdującego się o 14 kilometrów na południowy zachód Akchakhan-Kala.
Ruiny miasta zbadała Ekspedycja Chorezmijska kierowana przez Siergieja Tołstowa w 1938. Wiek miasta ustalono na podstawie znalezionych w ruinach monet władców kuszańskich Wimy Kadafizesa i Kaniszki oraz króla Chorezmu Artawa. Znalezione na ścianach pałacu malowidła przedstawiają bóstwa zaratustriańskie.

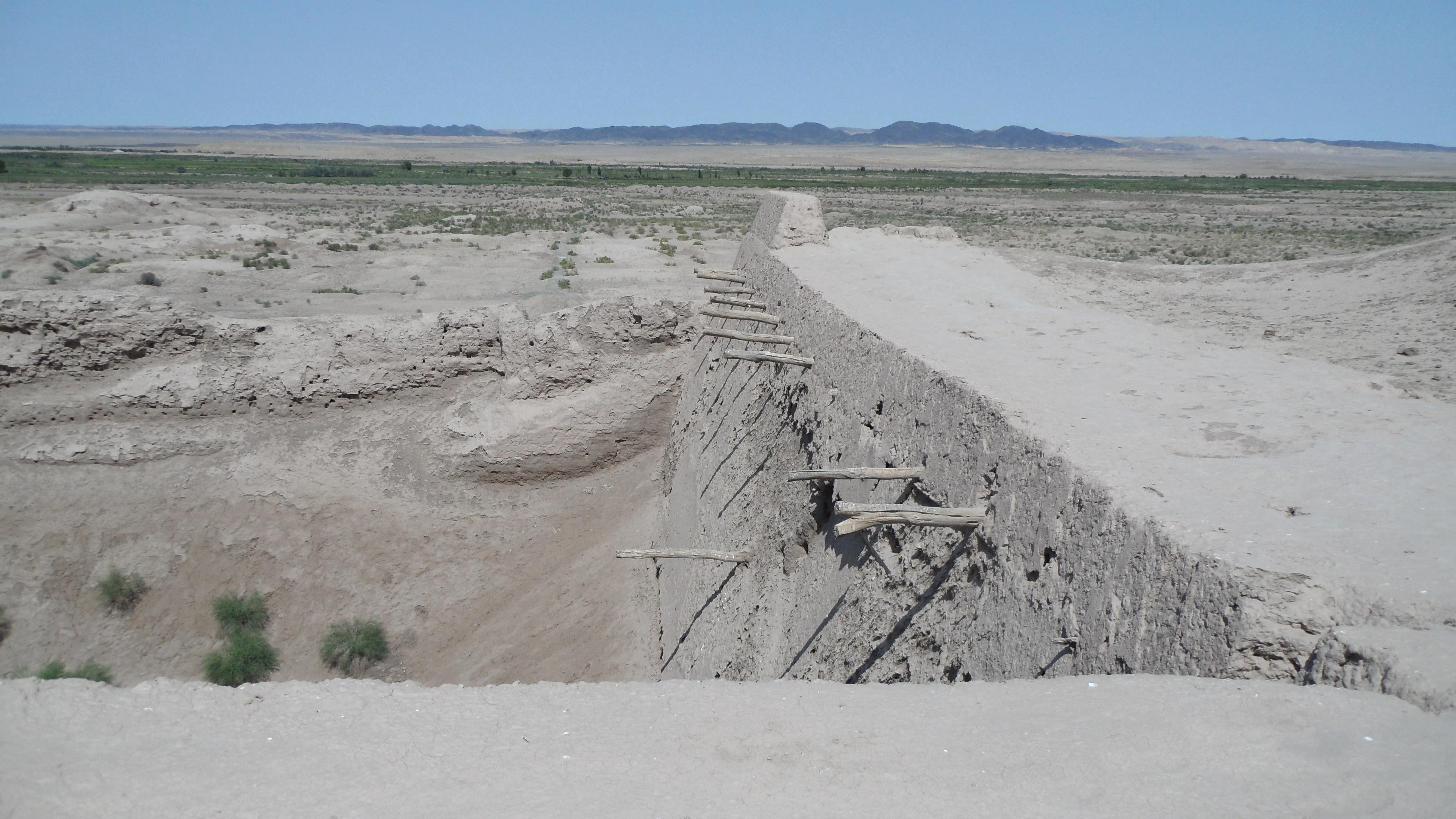
Ruiny Toprak-Kala
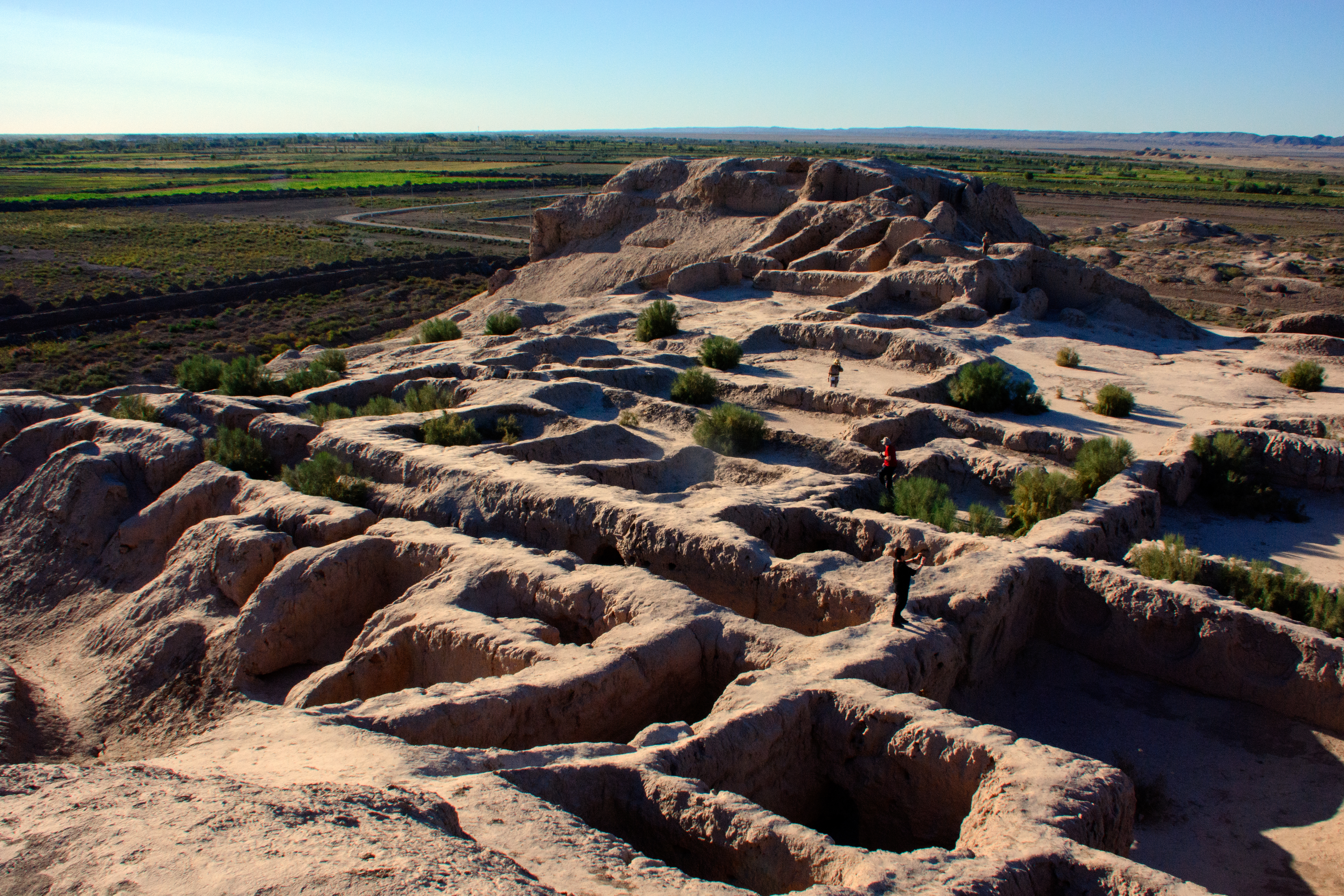
Ruiny Toprak-Kala (pałac i magazyny)
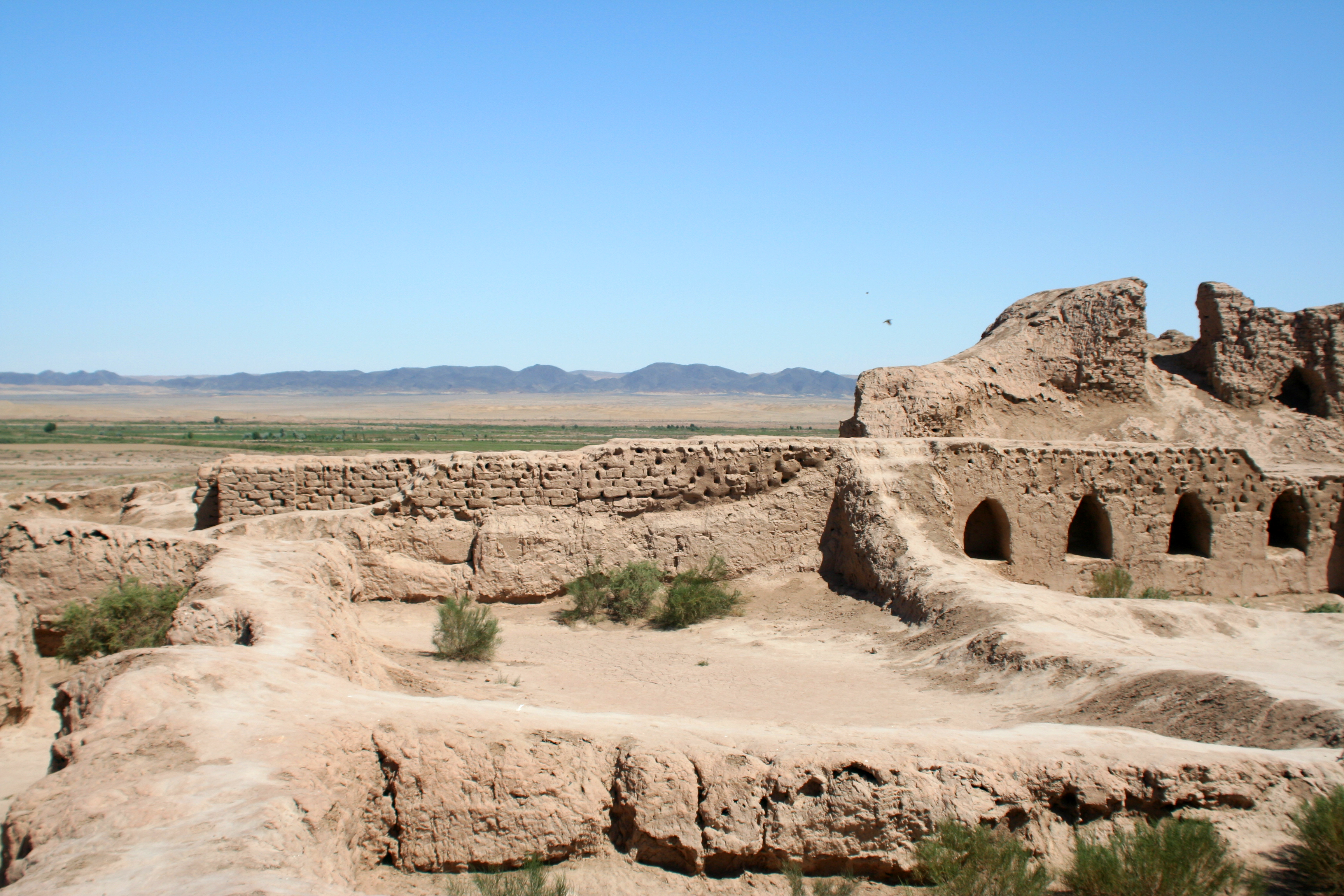
Ruiny Toprak-Kala
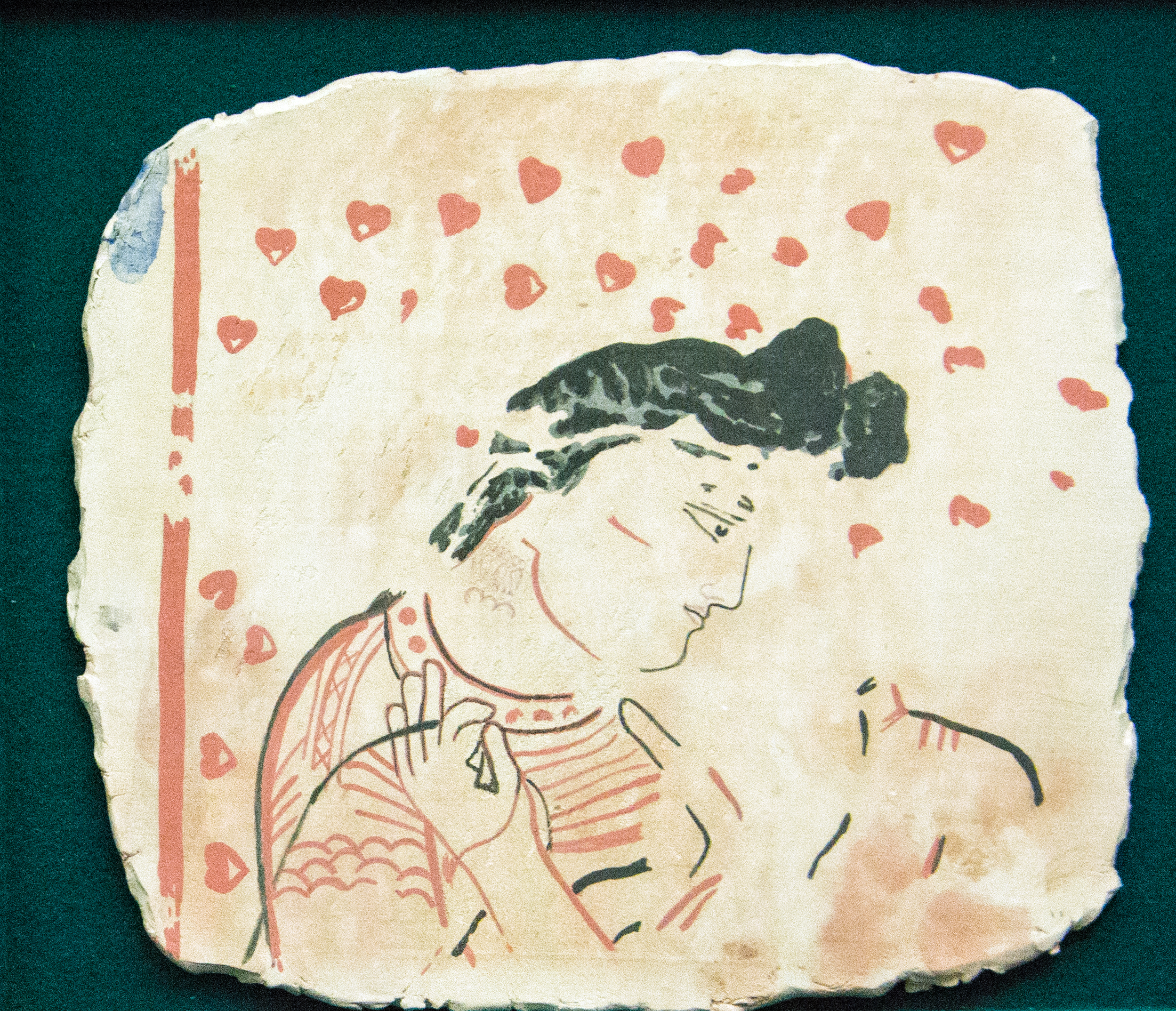
malowidła naścienne z Toprak-Kala (II-III wiek)